# Afatinib
Afatiníb, pod zaščitenim imenom Giotrif in drugimi, je protirakavo zdravilo za zdravljenje razsejanega nedrobnoceličnega pljučnega raka (NDCPR). Spada v skupino zaviralcev tirozin kinaz. Uporablja se skozi usta (peroralno).
Uporablja se zlasti za zdravljenje nedrobnoceličnega pljučnega raka pri bolnikih z aktivacijskimi mutacijami v genu receptorja za epidermalni rastni dejavnik (EGFR – epidermal growth factor receptor).
Uvrščen je na seznam nujnih zdravil Svetovne zdravstvene organizacije, na katerem so zdravila, bistvena za zagotavljanje osnovne zdravstvene oskrbe.

## Klinična uporaba
Afatinib je odobren za zdravljenje odraslih bolnikov z lokalno napredovalim ali razsejanim nedrobnoceličnim pljučnim rakom.
Podatki kažejo tudi na morebitno učinkovitost pri nekaterih drugih vrstah raka, kot je rak dojke, vendar zdravilo za druge vrste raka ni odobreno.

## Neželeni učinki
Neželeni učinki so po pogostnosti naslednji:
Zelo pogosti (pri več kot 10 % bolnikov)
- driska (> 90 %)
- izpuščaj/dermatitis acneform
- stomatitis
- zanohtnica
- zmanjšan tek
- krvavitev iz nosu
- srbež
- suha koža

Pogosti (pri 1–10 % bolnikov)
- izsušitev (dehidracija)
- disgevzija (motnja okušanja)
- suhe oči
- vnetje sečnega mehurja
- heilitis (vnetje ustnic)
- vročina
- rinoreja (izcedek iz nosu)
- znižane vrednosti kalija v krvi
- vnetje očesne veznice
- povišane vrednosti ALT
- povišane vrednosti AST
- sindrom roke in noge
- mišični krči
- motnje delovanja ledvic/ledvična odpoved

Občasni (pri 0,1–1 % bolnikov)
- keratitis
- intersticijska pljučna bolezen

## Mehanizem delovanja
Afatinib je, podobno kot lapatinib ali neratinib, zaviralec protein kinaz, in sicer nepovratno zavre receptor 2 za epidermalni rastni dejavnik (Her2) in receptor za epidermalni rastni dejavnik (EGFR). Afatinib ni učinkovit le proti mutacijam gena za EGFR, proti katerim so učinkoviti zaviralci tirozin kinaz prve generacije (na primer erlotinib in gefitinib), temveč tudi proti redkejšim mutacijam, ki sicer izkazujejo odpornost proti omenjenim starejšim zdravilom. Ni pa učinkovit pri mutaciji T790M; v tem primeru je treba uporabiti zaviralec tirozion kinaz tretje generacije (osimertinib). Ker poleg EGFR zavira tudi Her2, preučujejo njegovo uporabo pri raku dojke ter pri drugih oblikah raka, ki so odvisni od aktivnosti EGFR in Her2.